# Robert Walter Weir

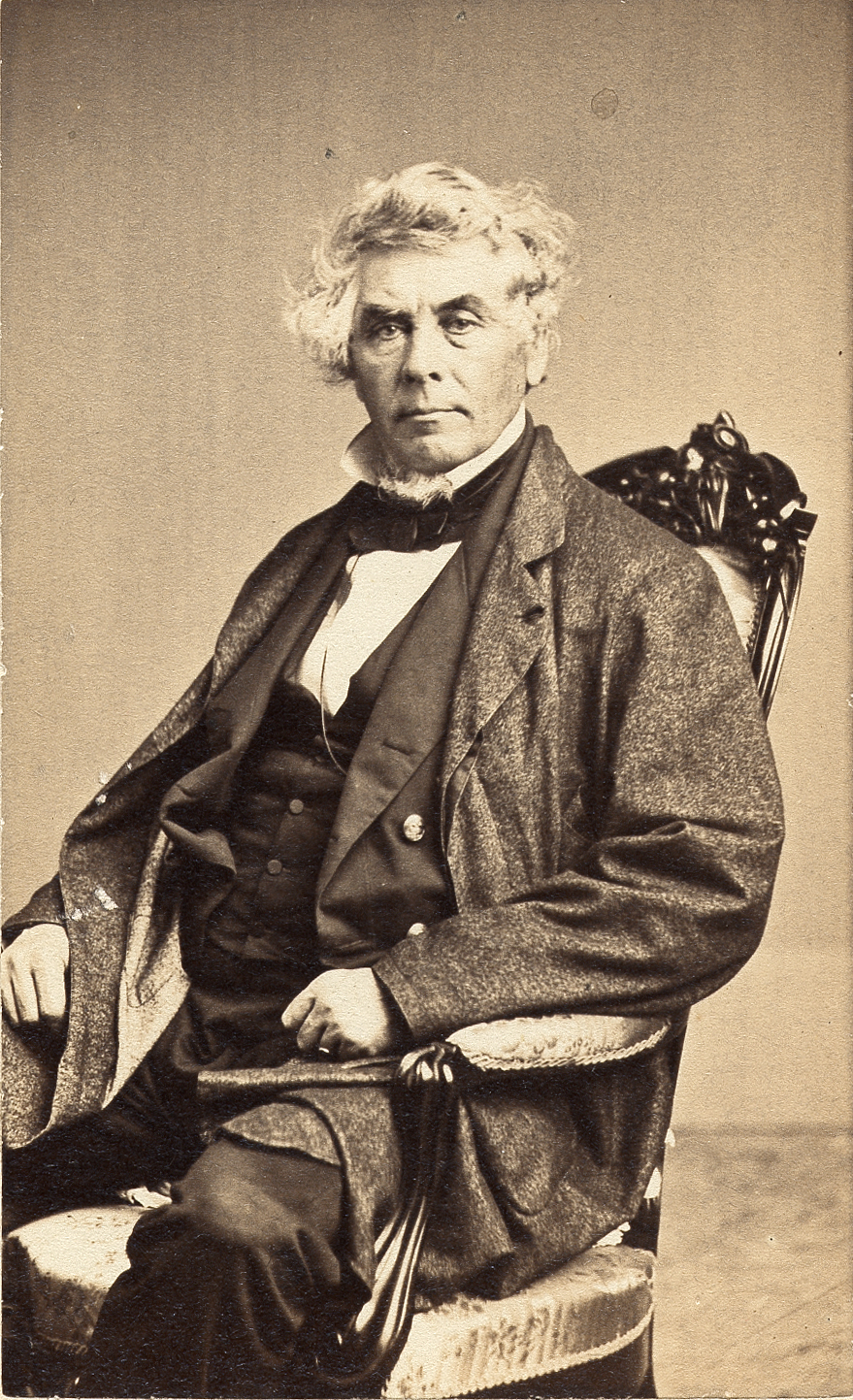
Robert Walter Weir, ca. 1864

Robert Walter Weir (* 18. Juni 1803 in New York City; † 1. Mai 1889 ebenda) war ein US-amerikanischer Maler und Kunstpädagoge. Er gilt als Vertreter der Hudson River School und ist bekannt für seine Porträts, Historienbilder und religiösen Darstellungen.

## Leben
Seine Familie zog 1811 nach New Rochelle, kehrte aber 1817 nach New York zurück. Seine erste künstlerische Ausbildung erhielt er bei Robert Cox (oder Cook), einem englischen Wappenmaler, und bei John Wesley Jarvis. Robert Weir besuchte die American Academy in New York und studierte Anatomie an der medizinischen Fakultät der New York University. 1821 begann er professionell zu malen. 1824 reiste er nach Florenz und zog um 1826 nach Rom, wo er sich eine Wohnung mit Horatio Greenough teilte. 1828 kehrte er in die USA zurück und eröffnete ein Atelier in New York. 1829 wurde er zum außerordentlichen Mitglied der National Academy of Design in New York gewählt. 1834 wurde er als Zeichenlehrer an die Militärakademie West Point berufen. 1836 begann er mit der Arbeit an The Embarkation of the Pilgrims. 1846 wurde er Professor in West Point. Nach seiner Pensionierung 1876 ließ er sich in Castle Point, Hoboken, New Jersey nieder und unterhielt ein Atelier in New York City. Seine Söhne Julian Alden und John Ferguson Weir wurden ebenfalls bekannte Künstler. Robert Weir starb am 1. Mai 1889 in Hoboken.

## Werk

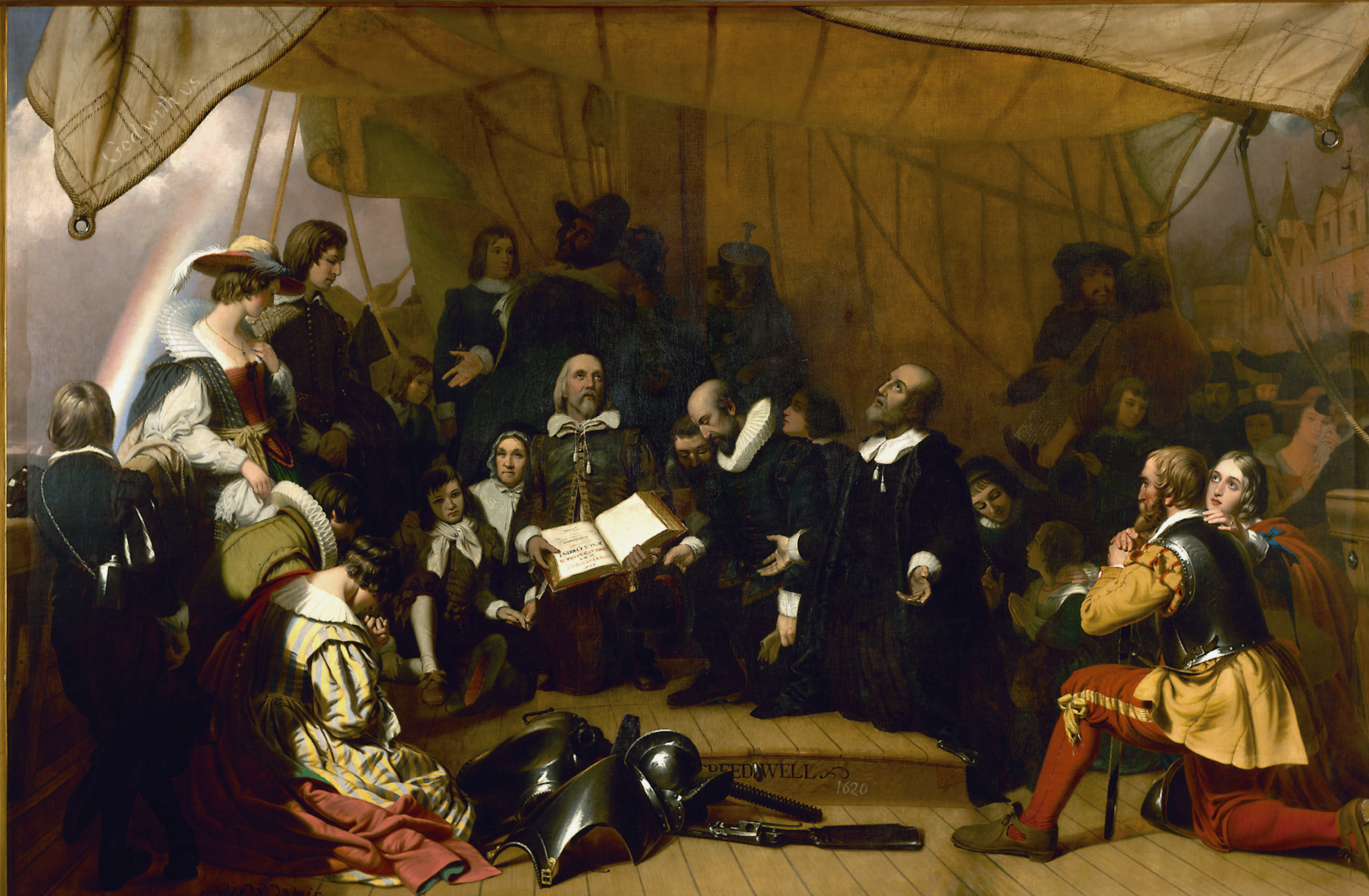
Embarkation of the Pilgrims, 1843

Robert Walter Weir schuf über 450 Werke, darunter Porträts von Persönlichkeiten wie Robert E. Lee und General Winfield Scott sowie religiöse Gemälde wie Taking the Veil (1863). Robert Weir war ein vielseitiger Künstler, der sowohl Landschaften im Stil der Hudson River School als auch Genre- und Historiengemälde schuf.
Robert Weirs bekanntestes Werk ist The Embarkation of the Pilgrims das 1843 fertiggestellt wurde und sich in der Rotunde des Kapitols in Washington, D.C. befindet: Protestantische Pilger auf dem Deck des Schiffes Speedwell vor der Abfahrt in die Neue Welt von Delfshaven, Holland, am 22. Juli 1620. William Brewster mit der Bibel und Pastor John Robinson führen Gouverneur Carver, William Bradford, Miles Standish und ihre Familien zum Gebet. Die Anwesenheit von Frauen und Kindern weist auf die Bedeutung der Familie in der Gemeinde hin. Am linken Bildrand ist ein Regenbogen zu sehen, der Hoffnung und göttlichen Schutz symbolisiert. Die Farben des Regenbogens sind bewusst untypisch: Rot, Weiß und Blau, die Farben der niederländischen Flagge.